# Aphrodita
Aphrodita är ett släkte av ringmaskar som beskrevs av Carl von Linné 1758. Aphrodita ingår i familjen Aphroditidae.

## Bildgalleri

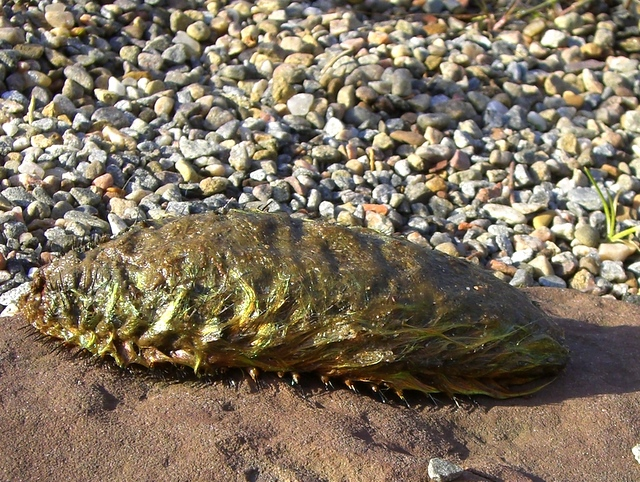
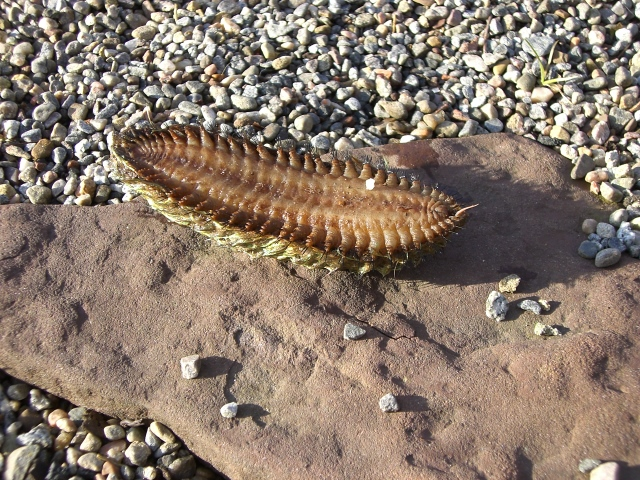
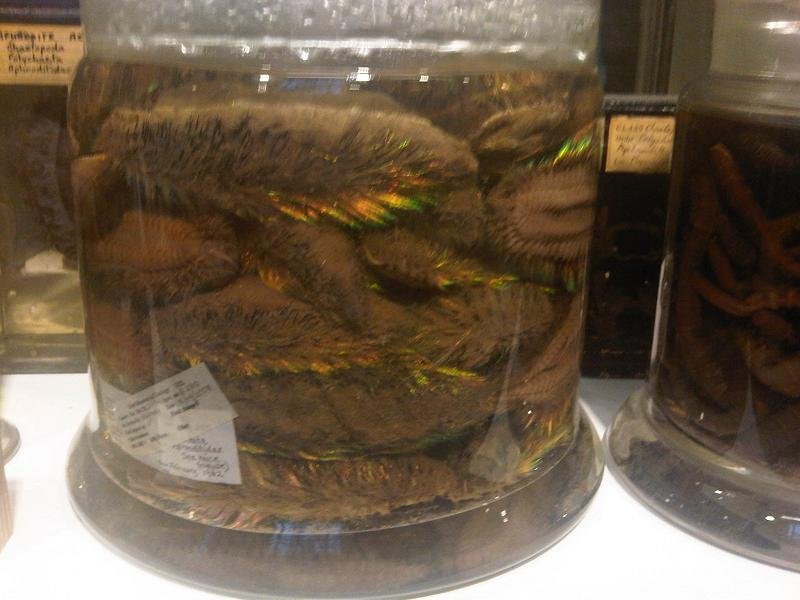
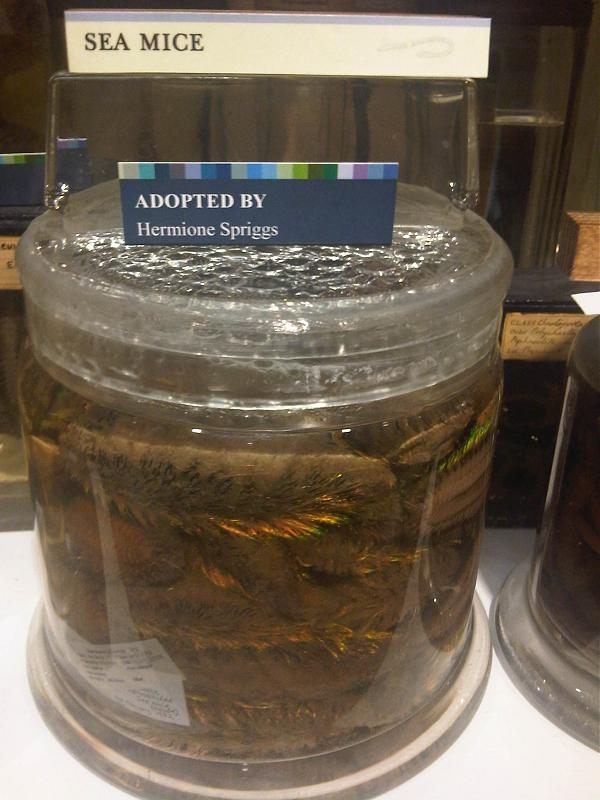
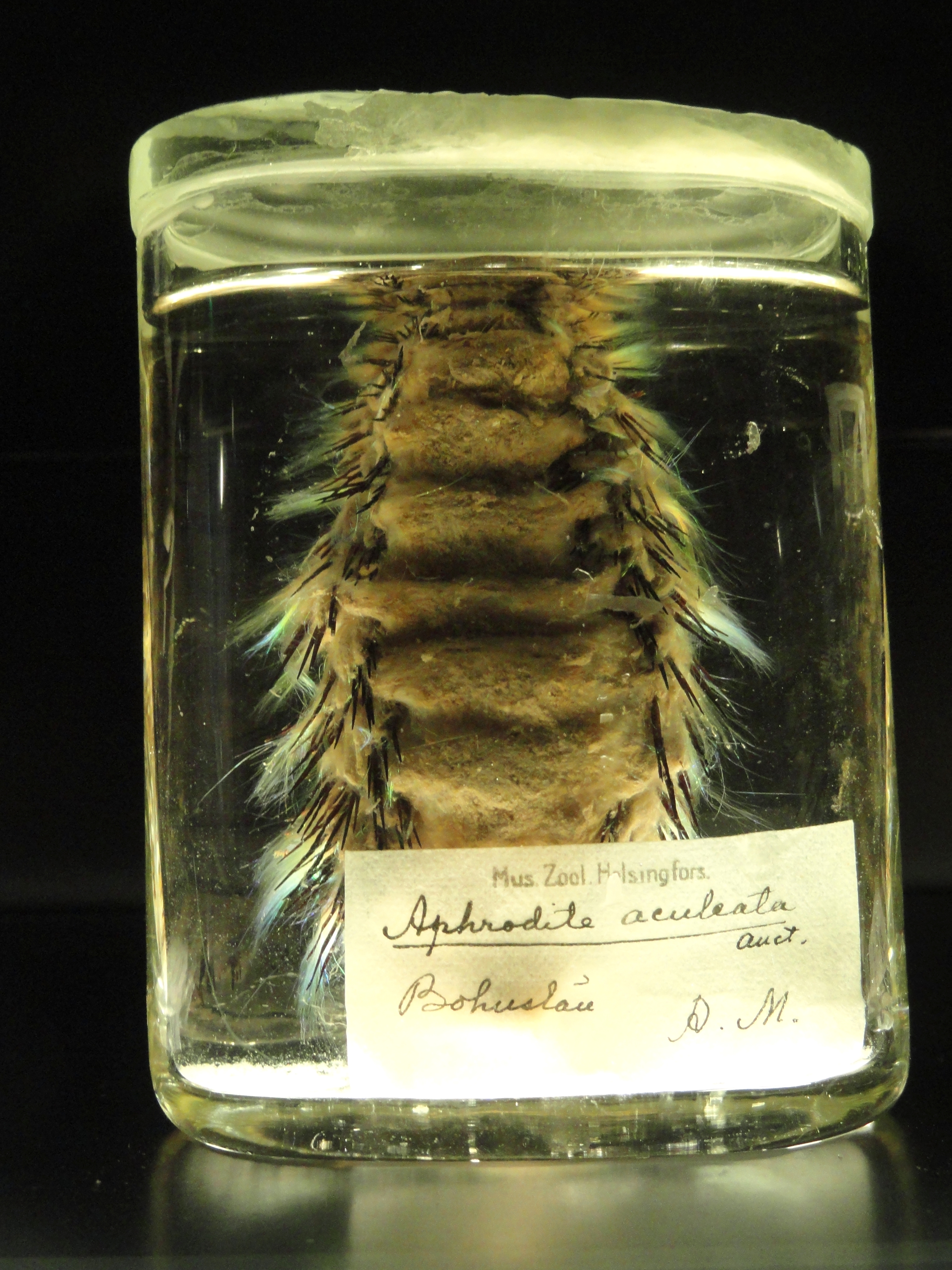
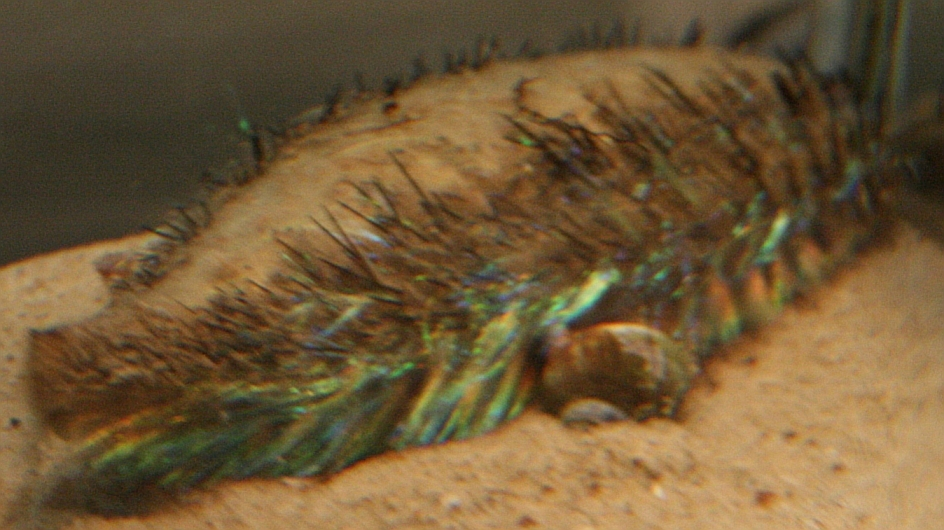

## Dottertaxa tillAphrodita, i alfabetisk ordning[1][2]
- Aphrodita abyssalis
- Aphrodita aculeata
- Aphrodita acuminata
- Aphrodita alta
- Aphrodita annulata
- Aphrodita aphroditoides
- Aphrodita armadillo
- Aphrodita armifera
- Aphrodita audouini
- Aphrodita australis
- Aphrodita bisetosa
- Aphrodita brevitentaculata
- Aphrodita californica
- Aphrodita clavigera
- Aphrodita defendens
- Aphrodita diplops
- Aphrodita echidna
- Aphrodita elliptica
- Aphrodita falcifera
- Aphrodita goolmarris
- Aphrodita hoptakero
- Aphrodita japonica
- Aphrodita longicornis
- Aphrodita longipalpa
- Aphrodita macroculata
- Aphrodita magellanica
- Aphrodita mexicana
- Aphrodita modesta
- Aphrodita negligens
- Aphrodita nipponensis
- Aphrodita obtecta
- Aphrodita paleacea
- Aphrodita parva
- Aphrodita perarmata
- Aphrodita refulgida
- Aphrodita rossi
- Aphrodita roulei
- Aphrodita scolopendra
- Aphrodita sericea
- Aphrodita sibogae
- Aphrodita sondaica
- Aphrodita sonorae
- Aphrodita talpa
- Aphrodita tosaensis
- Aphrodita watasei